# Buddy and the Juniors
Buddy and the Juniors — студійний альбом американських музикантів Бадді Гая, Джуніора Менса і Джуніора Веллса, випущений у 1970 році лейблом Blue Thumb.

## Опис
Цей альбом Бадді Гая був записаний 18 грудня 1969 року на студії Vanguard Studios в Нью-Йорку і спродюсований Майклом Кускуною для лейблу Боба Краснова Blue Thumb. Цей акустичний альбом записаний Гаєм в складі тріо, до якого увійшли губний гармоніст Джуніор Веллс та джазовий піаніст Джуніор Менс.
Тріо виконує 7 композицій, серед яких блюзові стандарти «Hoochie Coohie Man» Віллі Діксона і «Five Long Years» Едді Бойда, кавер-версія «Rock Me Mama» Артура Крудапа, а також власні пісні Гая та Веллса.
Альбом вийшов у серпні 1970 році на Blue Thumb. 

## Список композицій
1. «Takin' Bout Women Obviously» (Бадді Гай, Джуніор Веллс) — 9:50
2. «Riffin'» (Бадді Гай) — 7:27
3. «Buddy's Blues» (Бадді Гай) — 3:25
4. «Hoochie Coohie Man» (Віллі Діксон) — 5:17
5. «Five Long Years» (Едді Бойд) — 5:50
6. «Rock Me Mama» (Артур «Біг Бой» Крудап) — 5:35
7. «Aint't No Need» (Джуніор Веллс) — 4:28

## Учасники запису
- Бадді Гай — акустична гітара, вокал
- Джуніор Веллс — губна гармоніка, вокал
- Джуніор Менс — фортепіано

Технічний персонал
- Майкл Кускуна — продюсер
- Джефф Тернер — інженер звукозапису
- Том Вілкс і Баррі Фейнстейн — фотографія і дизайн обкладинки